# 世にも奇妙な物語 秋の特別編 (1997年)
『世にも奇妙な物語 秋の特別編』（よにもきみょうなものがたり あきのとくべつへん）は、1997年10月6日（月）21:30 - 23:24にフジテレビで放送された『世にも奇妙な物語』の特別編。

## ウイルス

### キャスト
- イズミ - 広末涼子
- 防護服の男 - 吉田朝、野口雅弘、山田一雄、豊岡英郎、香月達行、楠本真一
- 乗客 - 濱近高徳
- 子供 - 津本恵輔
- 乗客 - 谷田部聖子

### スタッフ
- 原作 - 渡辺浩弐「特殊部隊」（『2000年のゲーム・キッズ』所集 / 幻冬舎）
- 脚本 - 高山直也
- 演出 - 佐藤祐市

## 無実の男

### キャスト
- 川島一郎 - 草彅剛
- 河野和美 - 菊池麻衣子
- 小谷俊治 - 大高洋夫
- 杉田広志 - でんでん
- 小出マリ子 - 畠山明子
- 白石信夫 - 岡安泰樹
- 古泉刑事 - 諏訪太朗
- 主婦 - 松本じゅん
- 駅員 - 野添義弘
- 川上純子 - 牛尾田恭代
- 主婦 - 高橋かすみ、冬雁子、西尾真理
- 警官 - 中村美睦、舘昌美
- 狙撃手 - 野中博之、鶴山知之
- アナウンサー - 樫井笙人
- ラジオの声 - 幸田夏穂

### スタッフ
- 脚本 - 鈴木勝秀
- 演出 - 土方政人

## 女は死んでいない

### あらすじ
大阪真ら4人の男は銀行強盗を起こすが、逃走中にある女子行員が大阪の姿を見つけ、大阪はその女子行員をナイフで突き刺し、一般人のフリをして介抱する。目黒という刑事から取り調べを受けていた大阪は言葉巧みに刑事を翻弄するが、ポケベルに書かれたあるメッセージが逆に大阪を一気に追い詰める。

### キャスト
- 大阪真 - 杉本哲太
- 秋田大 - 長江英和
- 福島光 - 田中哲司
- 江東拓 - 六角精児
- 支店長 - 伊藤幸純
- 警備員 - 藤田啓而
- 警官 - 藤岡大樹
- 女子行員 - 木村多江、斉藤菊代、高丸真里、菊田由美子
- 男子行員 - 松井智英
- 警官 - 白井光治、丸山一茂、上田直樹、佐々木孝子
- 目黒勇 - 大杉漣

### スタッフ
- 原作 - 渡辺浩弐「0310-345の謎」（『マザー・ハッカー』所集 / 幻冬舎）
- 脚本・演出 - 落合正幸

### 備考
- タイトルはラストシーンで表示される。

## 望みの夢

### キャスト
- 望美 - 菅野美穂
- トモ子 - 小島聖
- 大介 - 橋爪浩一
- 卓矢 - 鈴木慶太
- キャスター - 岩田安生

### スタッフ
- 脚本 - 中村樹基、星護
- 演出 - 星護

## 自殺悲願

### キャスト
- 田川保一 - 山﨑努
- 田川安江 - 銀粉蝶
- 森本 - 棟里佳
- 田川秋生 - 小野智史
- カメラマン - 篠原秀豊
- 広報車 - 井之上隆志
- 消防士 - 福田亘
- 桜井 - 渡辺いっけい

### スタッフ
- 原作 - 筒井康隆「自殺悲願」（『農協月へ行く』所集 / 角川文庫）
- 脚本 - 三上幸四郎
- 演出 - 福本義人